# Chitignano
Chitignano település Olaszországban, Toszkána régióban, Arezzo megyében. Lakosainak száma 852 fő (2023. január 1.). Chitignano Caprese Michelangelo, Chiusi della Verna és Subbiano községekkel határos.

## Népesség
A település lakossága az elmúlt években az alábbi módon változott:

| 2018 | 910 |
| 2023 | 852 |